# Thomas G. Patten

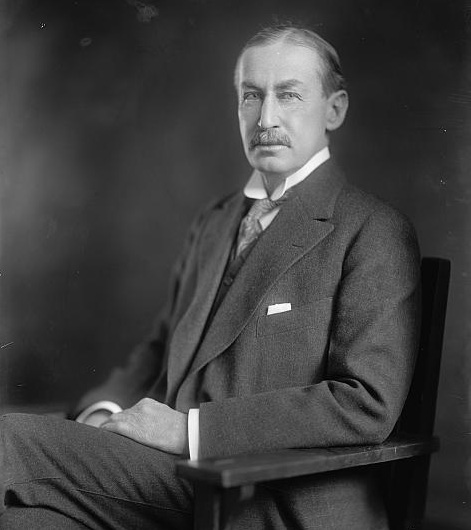
Thomas G. Patten

Thomas Gedney Patten (* 12. September 1861 in New York City; † 23. Februar 1939 in Hollywood, Kalifornien) war ein US-amerikanischer Politiker. Zwischen 1911 und 1917 vertrat er den Bundesstaat New York im US-Repräsentantenhaus.

## Werdegang
Thomas Gedney Patten wurde während des Bürgerkrieges in New York City geboren und wuchs dort auf. Er besuchte die Mount Pleasant Academy in Ossining, zwischen 1877 und 1879 das Columbia College in New York City und zwischen 1880 und 1882 die Columbia Law School. Danach betätigte er sich im Schifffahrtsgeschäft und betrieb in der Folge eine Flotte von Schleppern im New Yorker Hafen. Er war Präsident der New York & Long Branch Steamboat Co. Politisch gehörte er der Demokratischen Partei an.
Bei den Kongresswahlen des Jahres 1910 für den 62. Kongress wurde Patten im 15. Wahlbezirk von New York in das US-Repräsentantenhaus in Washington, D.C. gewählt, wo er am 4. März 1911 die Nachfolge von Jacob Van Vechten Olcott antrat. Im Jahr 1912 kandidierte er im 18. Wahlbezirk von New York für den 63. Kongress. Nach einer erfolgreichen Wahl trat er am 4. März 1913 die Nachfolge von Steven Beckwith Ayres an. Er wurde einmal wiedergewählt. Bei seiner erneuten Kandidatur im Jahr 1916 erlitt er eine Niederlage und schied nach dem 3. März 1917 aus dem Kongress aus.
Zwischen 1917 und 1921 war er Postmeister in New York City. Er zog 1922 nach Hollywood, wo er bis zu seinem Ruhestand 1924 in der Belegschaft von Motion Picture Producers and Distributors of America, Inc. arbeitete. Am 23. Februar 1939 verstarb er in Hollywood und wurde dann auf dem Forest Lawn Memorial Park in Los Angeles beigesetzt.